# Корбеци (Пистоја)
Корбеци је насеље у Италији у округу Пистоја, региону Тоскана.
Према процени из 2011. у насељу је живело 24 становника. Насеље се налази на надморској висини од 445 м.